# Audrey Campbell
Audrey Alice Campbell, coniugata Coben (Blutcher, 13 agosto 1932 – Saskatoon, 5 dicembre 2010), è stata una cestista canadese.

## Carriera
Con il Canada ha disputato i Giochi panamericani di Chicago 1959.
È stata introdotta nella Saskatoon Sports Hall of Fame e nella Saskatchewan Sports Hall of Fame.